# Liste der Biografien/Gaz
Liste der Biografien |
Portal Biografien |
Personensuche
# |
A |
B |
C |
D |
E |
F |
G |
H |
I |
J |
K |
L |
M |
N |
O |
P |
Q |
R |
S |
T |
U |
V |
W |
X |
Y |
Z |
?
 
Ga |
Gb |
Gc |
Gd |
Ge |
Gf |
Gh |
Gi |
Gj |
Gk |
Gl |
Gm |
Gn |
Go |
Gp |
Gq |
Gr |
Gs |
Gu |
Gv |
Gw |
Gy |
Gz
 
Gaa |
Gab |
Gac |
Gad |
Gae |
Gaf |
Gag |
Gah |
Gai |
Gaj |
Gak |
Gal |
Gam |
Gan |
Gao |
Gap |
Gaq |
Gar |
Gas |
Gat |
Gau |
Gav |
Gaw |
Gax |
Gay |
Gaz
Die Liste der Biografien führt alle Personen auf, die in der deutschsprachigen Wikipedia einen Artikel haben. Dieses ist eine Teilliste mit 101 Einträgen von Personen, deren Namen mit den Buchstaben „Gaz“ beginnt.

## Gaz

### Gaza
- Gaza, Bernhard von (1881–1917), deutscher Ruderer
- Gaza, Sylke von (* 1966), deutsche Künstlerin
- Gaza, Theodorus, griechischer Humanist
- Gaza, Wilhelm von (1883–1936), deutscher Chirurg und Hochschullehrer
- Gazagne, Ferdinand (* 1815), französischer Politiker
- Gazaigne, Louis (1880–1962), französischer Schwimmer
- Gazaille, André (* 1946), kanadischer Geistlicher, emeritierter römisch-katholischer Bischof von Nicolet
- Gazale, Daúd (* 1984), chilenischer Fußballspieler
- Gazalow, Chadschimurad Soltanowitsch (* 1982), russischer RingerChadschimurad Soltanowitsch Gazalow (* 1982)

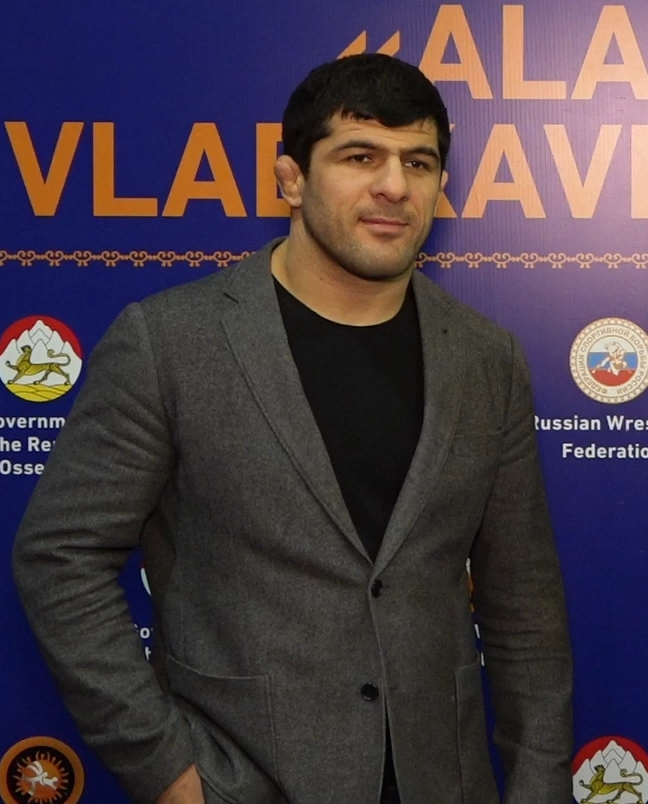
Chadschimurad Soltanowitsch Gazalow (* 1982)

- Gazan de la Peyrière, Honoré Théodore Maxime (1765–1845), französischer General
- Gazan, Sissel-Jo (* 1973), dänische Schriftstellerin und Biologin
- Gazaniol, Jules-Étienne (1845–1917), französischer Geistlicher und römisch-katholischer Bischof von Constantine
- Gazapizm (* 1988), türkischer Rapper und Songwriter
- Gazarek, Sara (* 1982), amerikanische Jazzsängerin
- Gazarenos Koloneiates, byzantinischer Rebell, Gefolgsmann Thomas’ des Slawen
- Gazarian, Ruben (* 1971), armenischer Dirigent
- Gazarov, David (* 1965), deutscher Jazzpianist

### Gazd
- Gazda, Stanisław (1938–2020), polnischer Radrennfahrer
- Gazdag, Dániel (* 1996), ungarischer Fußballspieler
- Gazdag, Tibor (* 1991), ungarischer Handballspieler
- Gazdar, Gerald (* 1950), britischer Linguist
- Găzdaru, Dimitrie (1897–1991), rumänischer Romanist und Linguist
- Gazdic, Ben (* 1987), kanadisch-kroatischer Eishockeyspieler
- Gazdic, Luke (* 1989), kanadischer Eishockeyspieler
- Gazdík, Petr (* 1974), tschechischer Politiker, Mitglied des Abgeordnetenhauses
- Gazdíková, Lenka (* 1986), slowakische Fußballspielerin

### Gaze
- Gaze, Andrew (* 1965), australischer Basketballspieler
- Gaze, Delia (* 1951), britische Kunsthistorikerin
- Gaze, Heino (1908–1967), deutscher Komponist und Textdichter
- Gaze, Irvine (1889–1978), australischer Kampfpilot und Expeditionsteilnehmer
- Gaze, Izzy (* 2004), neuseeländische Cricketspielerin
- Gaze, Lindsay (* 1936), australischer Basketballspieler und -trainer
- Gaze, Samuel (* 1995), neuseeländischer Mountainbiker
- Gaze, Tony (1920–2013), australischer Autorennfahrer
- Gazebo (* 1960), italienischer MusikerGazebo (* 1960)

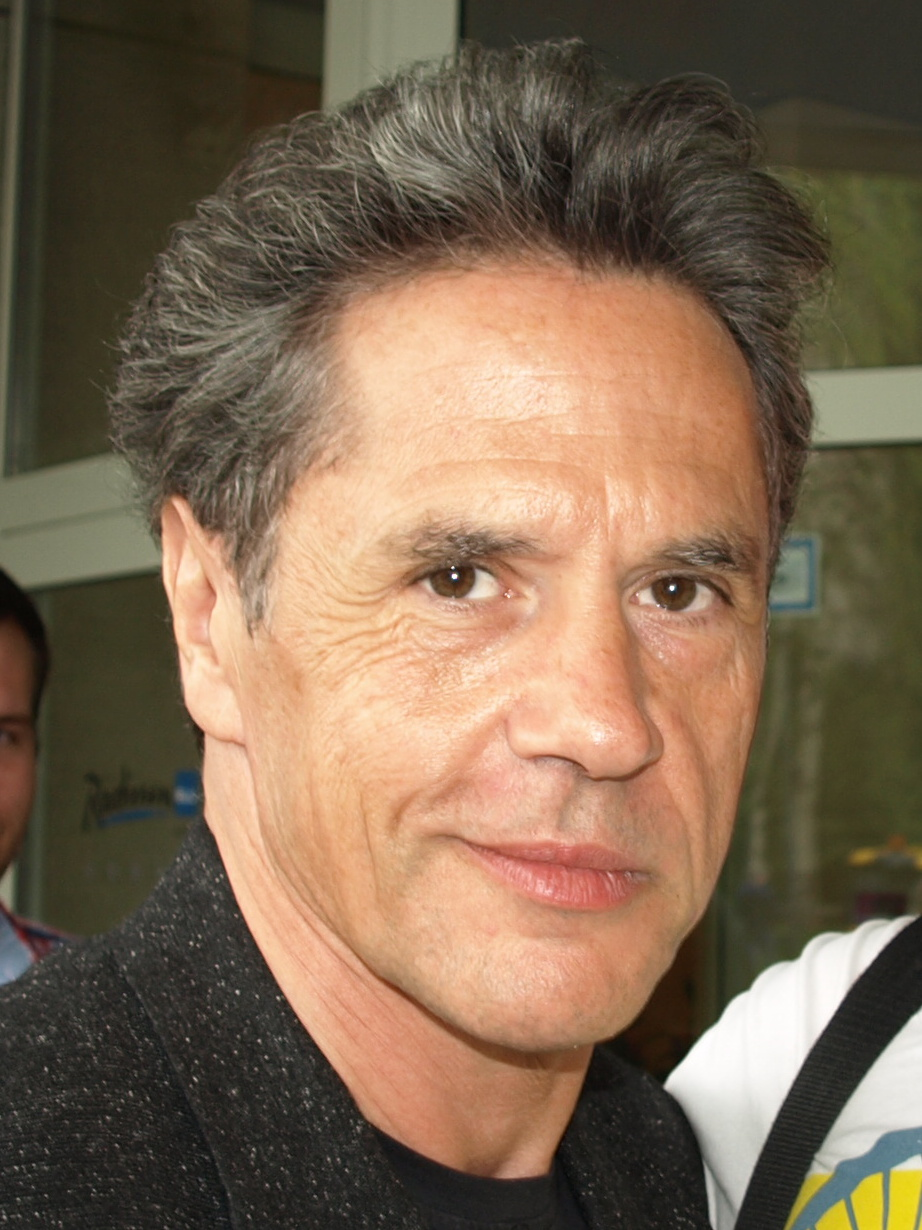
Gazebo (* 1960)

- Gazecki, William (* 1956), US-amerikanischer Filmregisseur, Filmproduzent und Tontechniker
- Gazen genannt Gaza, Franz von (1832–1906), preußischer Generalmajor
- Gazer, Hacik Rafi (* 1963), armenisch-deutscher Theologe
- Gazert, Hans (1870–1961), deutscher Mediziner und Polarforscher
- Gazert, Ludolph (1813–1892), deutscher Mediziner
- Gazet, Bernard (* 1956), französischer Dokumentarfilmer
- Gazetas, George, griechischer Bauingenieur für Geotechnik

### Gazi
- Gazi Hüseyin Pascha († 1659), osmanischer Staatsmann, Kapudan Pascha, Provinzgouverneur und Großwesir
- Gazi Husrev Beg (1480–1541), bosnischer Adliger, Militärstratege und Gouverneur im Osmanischen Reich
- Gazi Hüsrev Pascha († 1632), osmanischer Staatsmann und Großwesir
- Gazi, Battal († 740), Anführer und angeblicher Gründer der Danischmenden-Dynastie in Anatolien
- Gazi, Effi (* 1966), griechische Historikerin
- Gaži, Pavle (1927–2021), jugoslawischer Politiker
- Gazibegović, Jusuf (* 2000), bosnischer Fußballspieler
- Gazich, Michele, italienischer Musiker, Cantautore, Musikproduzent und -pädagoge
- Gazimagomedow, Magomedrasul (* 1991), russischer Ringer
- Gazimba, Vítor (* 1987), portugiesischer Fußballtrainer
- Gazis, Anthimos (1758–1828), griechischer Gelehrter, Revolutionär und Politiker
- Gazis, Georgios (* 1981), griechischer Boxer, Olympiateilnehmer 2004 und 2008
- Gazis, Nikolaos (1903–1996), griechischer Politiker, MdEP
- Gazit, Doron (* 1955), israelischer Künstler und Umweltaktivist
- Gazit, Raviv (* 1949), israelischer Komponist

### Gazl
- Gazlay, James W. (1784–1874), US-amerikanischer Politiker der Demokratisch-Republikanischen Partei
- Gazley, Dustin (* 1988), italo-amerikanischer Eishockeyspieler

### Gazm
- Gazmin, Voltaire (* 1944), philippinischer Generalleutnant, Botschafter und Politiker

### Gazo
- Gazo (* 1994), französischer Drill-RapperGazo (* 1994)

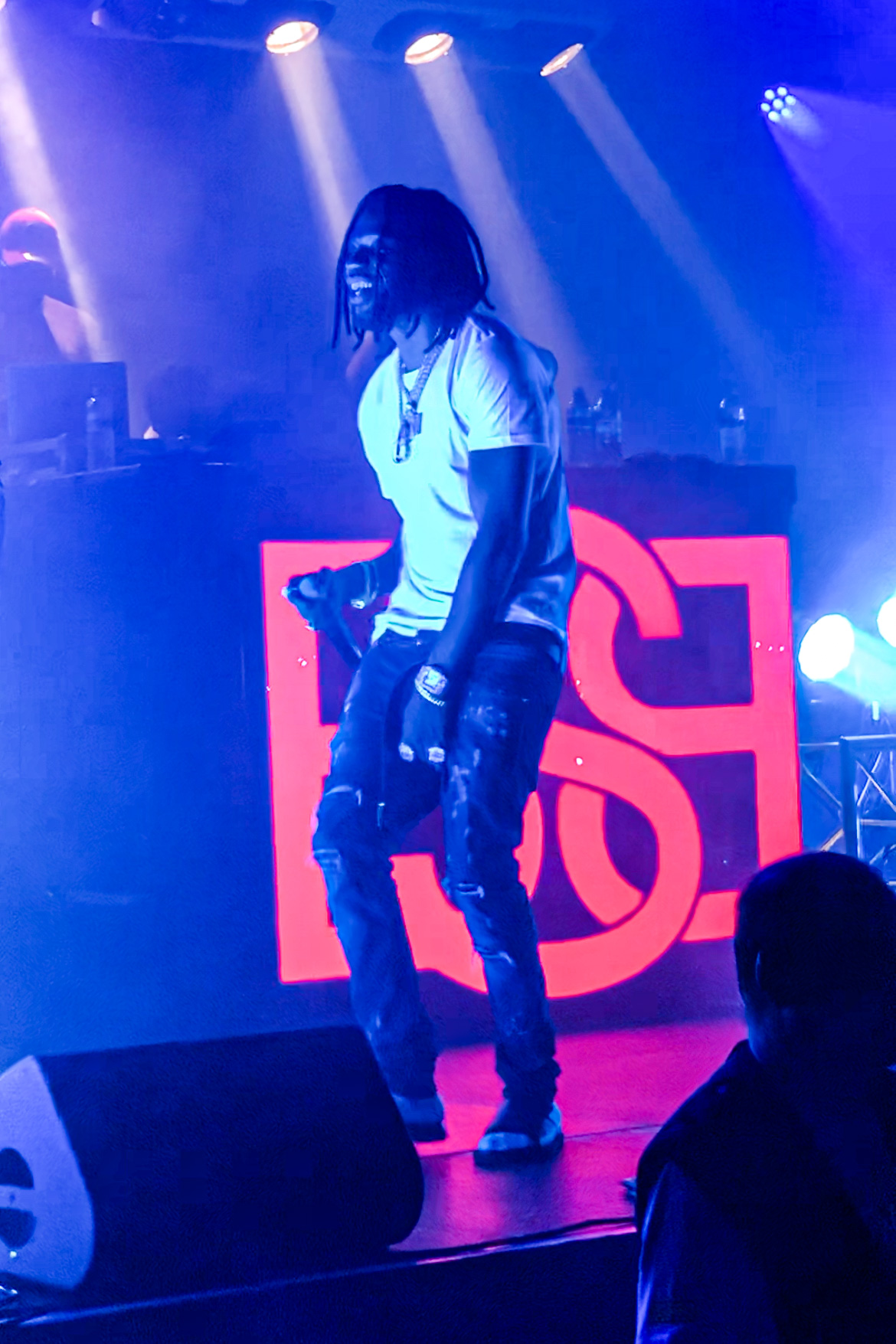
Gazo (* 1994)

- Gazo, Eddie (1950–2023), nicaraguanischer Boxer
- Gazonis, Petros (* 1990), griechischer Bahn- und Straßenradrennfahrer
- Gazov, Lubov (* 1989), österreichische Sportaerobicerin
- Gazoz, Mete (* 1999), türkischer Bogenschütze

### Gazs
- Gazsi, Alexander (* 1984), deutscher Eiskunstläufer
- Gazsó, Alida Dóra (* 2000), ungarische Kanutin

### Gazt
- Gaztañaga, Mikel (* 1979), spanischer Radrennfahrer
- Gaztelu-Urrutia, Galder (* 1974), spanischer Regisseur

### Gazu
- Gazurek, Sebastian (* 1990), polnischer Skilangläufer

### Gazv
- Gazvoda, Gregor (* 1981), slowenischer Radrennfahrer
- Gazvoda, Nejc (* 1985), slowenischer Schriftsteller, Regisseur und Drehbuchautor

### Gazz
- Gazza (* 1977), namibischer Musiker und Kwaito-Künstler
- Gazzana Priaroggia, Gianfranco (1912–1943), italienischer Marineoffizier
- Gazzaniga, Giuseppe (1743–1818), italienischer Opernkomponist
- Gazzaniga, Michael (* 1939), US-amerikanischer Neurowissenschaftler, Professor für kognitive Neurowissenschaft
- Gazzaniga, Paulo (* 1992), argentinischer Fußballspieler
- Gazzaniga, Silvio (1921–2016), italienischer Bildhauer
- Gazzara, Ben (1930–2012), US-amerikanischer SchauspielerBen Gazzara (1930–2012)

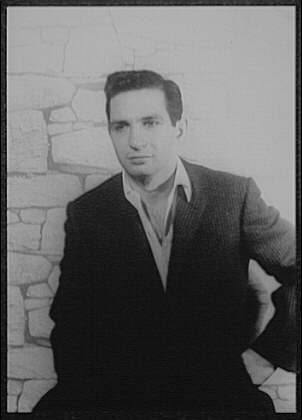
Ben Gazzara (1930–2012)

- Gazzard, Kiera (* 2001), australische Synchronschwimmerin
- Gazzè, Max (* 1967), italienischer Musiker und Schauspieler
- Gazzelle (* 1989), italienischer Cantautore
- Gazzelloni, Severino (1919–1992), italienischer Flötist
- Gazzera, Arturo (1870–1945), italienischer Fechtmeister
- Gazzera, Aurelio (* 1964), italienischer römisch-katholischer Ordensgeistlicher, Koadjutorbischof von Bangassou
- Gazzera, Fritz (1907–1996), deutscher Fechter und Fechtmeister
- Gazzera, Pietro (1879–1953), italienischer General und Politiker
- Gazzetta, Karim (* 1995), Schweizer Fussballspieler
- Gazzi, Alessandro (* 1983), italienischer Fußballspieler
- Gazzini, Matteo (* 1985), italienischer Politiker
- Gazzo, Michael V. (1923–1995), US-amerikanischer Film- und Theaterschauspieler sowie Drehbuch- und Bühnenautor
- Gazzola, Bonaventura (1744–1832), italienischer Geistlicher, Bischof von Montefiascone und Kardinal
- Gazzola, John (* 1957), australischer Politiker (Labor Party), Präsident des South Australian Legislative Council
- Gazzoletti, Antonio (1813–1866), italienischer Jurist und Dichter
- Gazzoli, Chiara (* 1978), italienische Fußballspielerin
- Gazzoli, Francesco Maria (1763–1848), italienischer römisch-katholischer Geistlicher und Bischof von Todi
- Gazzoli, Ludovico (1774–1858), italienischer Kurienkardinal
- Gazzoli, Luigi (1735–1809), italienischer Kardinal der Römischen Kirche
- Gazzoli, Michele (* 1999), italienischer Radrennfahrer
- Gazzolo, Nando (1928–2015), italienischer Schauspieler und Synchronsprecher
- Gazzotti, Andrés (1896–1984), argentinischer Polospieler